# Комунистичка партија Венецуеле
Комунистичка партија Венецуеле (шп. Partido Comunista de Venezuela) је политичка партија у Венецуели. Основана је 1931. године. Чланица је владајуће коалиције у Венецуели.

## Деловање
КП Венецуеле основана је у илегали 1931. године за време диктатуре Хуана Винсентеа Гомеза. Ускоро је постала чланица Коминтерне.
Партија је функционисала у илегали до 1941. када је ушла у коалицију с прогресивном војном хунтом на челу с Исајасом Медином Ангаритом. У сарадњу с режимом је ступила по наредби Коминтерне свим партијама да сарађују са владама које су биле на страни Савезника.
Поново је завбрањена током диктатуре конзервативног генерала Маркоса Переза Хименеза (1948—1958). Партија је по први пут иступила на парламентарне изборе 1958. након пада Хименеза, када је њено чланство подупрло опозиционара Волфганга Ларизабала.
Инспирисани Кубанском револуцијом, венецуелански комунисти су почетком 1960-их покренули герилски рат против владе председника Ромула Бетанкура и поновно били забрањени. Герила није получила много успеха, јер је сељаштво увелико подупирало Бетанкурову аграрну реформу. Последица тога било је издвајање две групе комуниста 1971, од којих су се једни придружили осцијалистима а други основали мању комунистичку синдикалну организацију. Председник Рафаел Калдера напослетку је дао амнестију преостлаим комунистичким герилцима.
КП Венецуеле наредних година није постизала нарочите резултате на парламентарним изборима, обично не добијајући више од 0,5% гласова. На изборима 1998. КПВ је подржала Уга Чавеза, прикључивши се коалицији Велика патриотска страна. КП је 2006. била четврта по јачини гласова у коалицији (допринела Чавезовој победи са освојених 340.000 од укупно преко 7.300.000 гласова), а 2012. друга по реду. Челници КПВ изразили су уверење да ће прелазак на социјализам у Венецуели бити полаган и еволуционаран.